# インドネシア銀行
インドネシア銀行（インドネシアぎんこう、英語・インドネシア語: Bank Indonesia）は、インドネシアの中央銀行。現在の総裁は、ペリー・ワルジヨ。2018年5月に副総裁から昇格した。

## 歴史

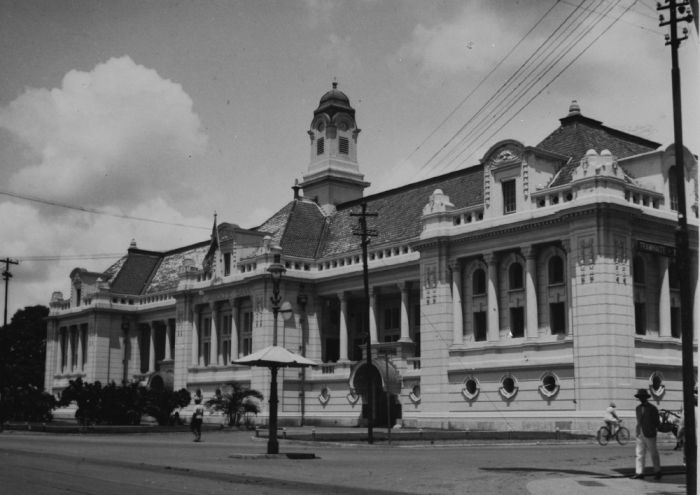
バタヴィアの旧ジャワ銀行本店

オランダ王ウィレム1世は、1826年にジャワ銀行 (オランダ語: "De Javasche bank") という名の銀行を東インド諸島のバタヴィアに設置することを認可した。ジャワ銀行は1828年1月24日に創業し、後にオランダ領東インドの発券銀行となった。ジャワ銀行は、オランダ領東インド・ギルダーを発行、管理した。
1881年、ジャワ銀行はアムステルダムに事務所を開設した。後に、ニューヨークにも事務所を構えた。1930年までに、ジャワ銀行はオランダ領東インド内に次の16ヵ所に支店を設けた。すなわち、バンドン、チルボン、スマラン、ジョグジャカルタ、スラカルタ、スラバヤ、マラン、クディリ、バンダ・アチェ、メダン、パダン、パレンバン、バンジャルマシン、ポンティアナック、マカッサル、マナドの16都市である。
ジャワ銀行は民間銀行として業務を行い、個人や各産業界が同銀行の支店を頼りにした。

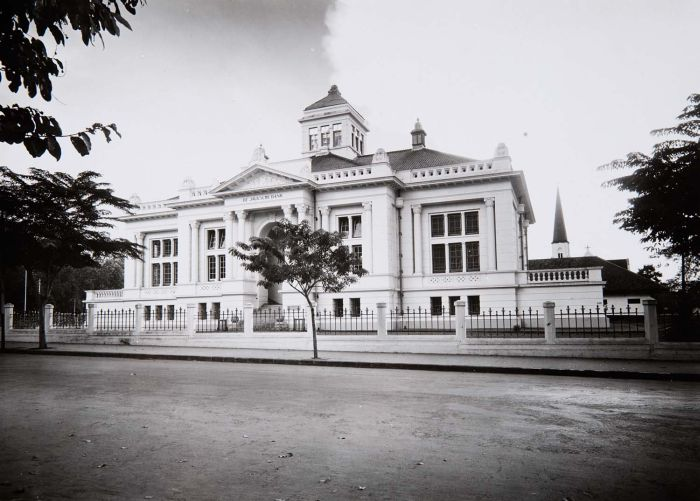
ジャワ銀行バンドン支店。1918年に建設され、現在は博物館になっている

インドネシア銀行は、インドネシアがオランダから独立承認を受けた3年後の1953年7月1日に、ジャワ銀行を国有化することで設立された。
インドネシア銀行は、その後15年間にわたり商業銀行としての活動を行い、政府の銀行の役割を担い、またルピアの発券銀行の機能をはたした。
このような状態は中央銀行に関する1968年13号法 (同法は、後に1999年23号法に差し替えられる) によって終わり、同銀行に独立性が与えられた。
その後インドネシア銀行は、大統領ではなく議会 (代表者会議) に対して報告を行うことになり、また総裁は内閣の一員ではなくなった。

## 組織
インドネシア銀行は、総裁、1名の上級副総裁、および4名から7名の副総裁からなる理事会によって主導されている。
総裁職と副総裁職は1期5年で、最大2期まで再選される資格がある。総裁と上級副総裁は、代表者会議からの承認を得た上で、大統領によって指名、任命される。副総裁は、代表者会議からの承認を得た上で、総裁によって指名され大統領によって任命される。理事会メンバーが自発的に辞任するとき、職務遂行に支障が出たとき、および犯罪で有罪判決を受けたときを除き、大統領には理事会メンバーを罷免する権限はない。
理事会は、インドネシア銀行の最高意思決定機関である。少なくとも月に一回、通貨問題に関する一般方針を決定する会議が、また少なくとも週に一回、政策実行の評価やその他の重点政策や基本政策を決定する会議を開催する。
同銀行は、金融包摂政策の推進に積極的であり、金融包摂同盟の主導的なメンバーである。同銀行は、2010年にインドネシアのバリ島で開催されたファイナンシャル・インクルージョン同盟の第二回グローバル・ポリシー・フォーラム (GPF)  の開催者を務めた。同銀行は2012年5月14日、金融包摂に関してマヤ宣言コミットメント団体となることを報告した。
インドネシア銀行のミクロ健全性の監視機能は、2013年12月30日までにインドネシア金融サービス庁 (OJK) に移管された。同銀行は、将来的には通貨とマクロ健全性の政策とそのための手法を組み合わせることにより、同国の金融システムと通貨の安定性を維持することになる。

## 戦略的目的

### 全国決済システム
インドネシア国内に設置されているATMの統合することを手始めに、ASEAN各国にあるATMの統合を目指している。マンディリ銀行のATMとバンク・セントラル・アジアのATM(PRIMA)の相互接続が、2012年1月16日より開始した。

### インドネシア銀行流動性支援
インドネシア銀行流動性支援とは、インドネシア政府がインドネシア銀行とともにアジア通貨危機の際に形成した政策であり、インドネシア銀行によって実施される通貨、銀行、インドネシア経済、およびこれら全体を救済するためのものであった。この支援策の一部は、1997年9月3日に大統領によって開催された経済、財政、開発監視、生産、分配に関する限定的な会合が基となった。
この政策では、多様な緊急融資スキーム (ディスカウント・レートI、ディスカウント・レートII、銀行・金融会社引受手形の再割、小口の銀行・金融会社引受手形の再割、新規ディスカウント、救済支援) が提供された。

## 事務所
インドネシア銀行は、国内に37のオフィスを、海外はニューヨーク州、ロンドン、東京都およびシンガポールの４か所に代表事務所を、それぞれ設けている。これに加えてインドネシア銀行博物館を、ジャカルタの旧市街であるコタトゥア地区の旧ジャワ銀行本店ビルで運営している。

### インドネシア国内の支店
インドネシア銀行は、インドネシア国内の主要都市のほぼ全てに支店がある。

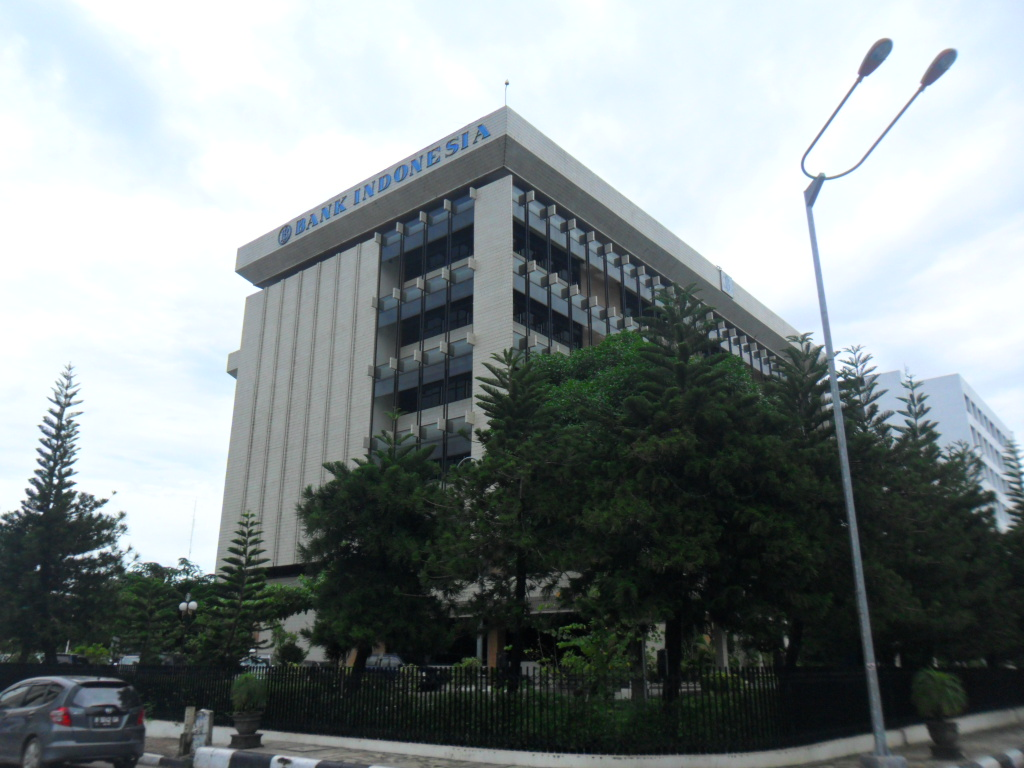
インドネシア銀行 バンジャルマシン支店
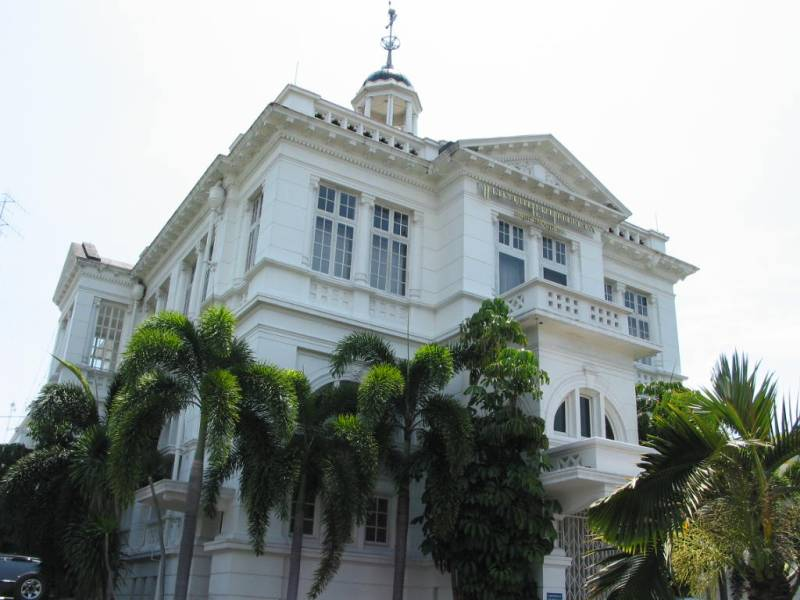
インドネシア銀行スラカルタ支店
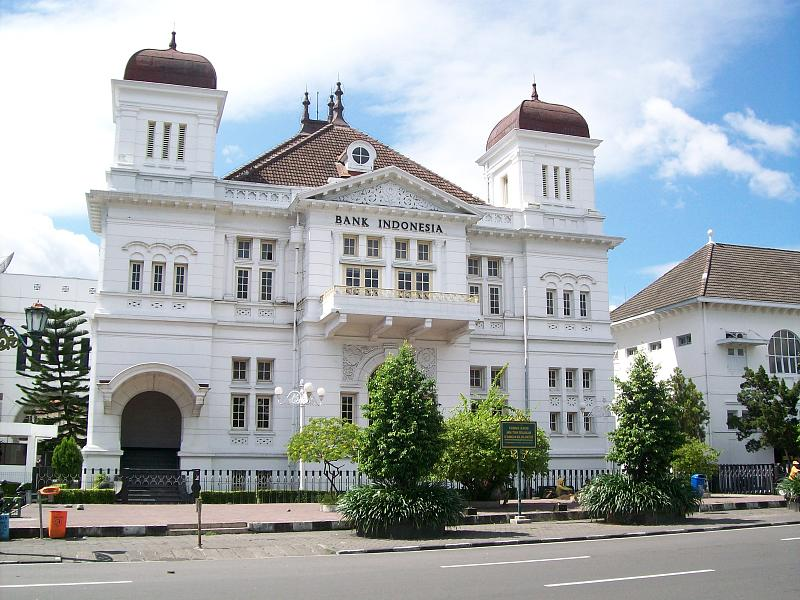
インドネシア銀行ジョグジャカルタ支店
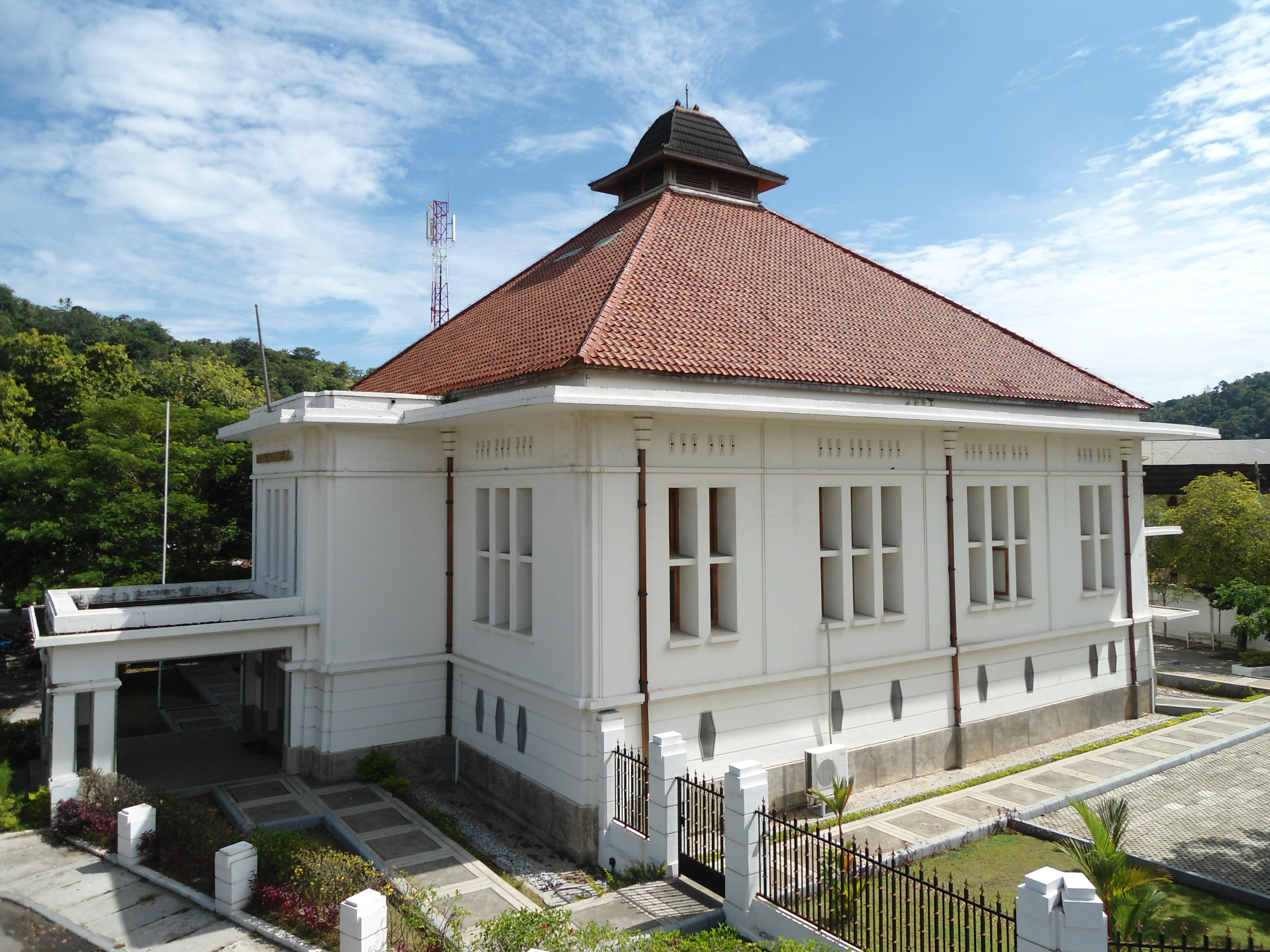
インドネシア銀行パダン支店

### 海外の代表事務所の所在地
- シンガポール[4]
- ロンドン
- 東京
- ニューヨーク[5]

## 歴代総裁一覧
| 氏名                     | 任期      |
| ------------------------ | --------- |
| Radius Prawiro           | 1966–1973 |
| Rachmat Saleh            | 1973–1983 |
| Arifin Siregar           | 1983–1988 |
| Adrianus Mooy            | 1988–1993 |
| J. Soedradjad Djiwandono | 1993–1998 |
| Syahril Sabirin          | 1998–2003 |
| Burhanuddin Abdullah     | 2003–2008 |
| ブディオノ               | 2008–2009 |
| Darmin Nasution          | 2009-2013 |
| Agus Martowardojo        | 2013-2018 |
| Perry Warjiyo            | 2018-現在 |